# 권경애
권경애(權京愛)는 대한민국의 변호사이다. 사법연수원 33기이며 한번도 경험해보지 못한 나라의 저자이다.

## 논란
학교폭력 피해자가 자살하자 유족이 낸 배상소송 항소심에 불출석해 패소했다.